# کتاب‌شناسی کلارا زتکین
کتاب‌شناسی کلارا زتکین (به انگلیسی: Clara Zetkin bibliography) فهرستی از آثار کلارا زتکین (۵ ژوئیه ۱۸۵۷-۲۰ ژوئن ۱۹۳۳) نظریه‌پرداز مارکسیست، کمونیست، سوسیالیست و عضو هیئت رئیسه حزب سوسیال دموکرات آلمان بود. زتکین مدافع حقوق زنان و از رهبران جنبش بین‌المللی زنان بود و بر همین اساس در سال ۱۹۱۱، یکی از بنیانگذاران هشت مارس به عنوان روز جهانی زن شد. او رفیق رزا لوکزامبورگ و جزو فعالان تشکیل فراکسیون اسپارتاکیست‌ها و حزب کمونیست آلمان ۱۹۱۸ بود.

## نوشته‌های منتخب
| ردیف | نوشتن                                  | سال  | متن     |
| ---- | -------------------------------------- | ---- | ------- |
| ۱    | جشنواره بین‌المللی کارگران              | ۱۸۹۹ | انگلیسی |
| ۲    | تبریک ماه مه از اشتوتگارت              | ۱۹۰۰ | انگلیسی |
| ۳    | سوسیال دموکراسی و حق رأی زنان          | ۱۹۰۶ | انگلیسی |
| ۴    | برای حق رأی بزرگسالان                  | ۱۹۰۹ | انگلیسی |
| ۵    | جنبش زنان سوسیالیست آلمان              | ۱۹۰۹ | انگلیسی |
| ۶    | سلامی از خارج از کشور                  | ۱۹۱۳ | انگلیسی |
| ۷    | آگوست ببل درگذشت                       | ۱۹۱۳ | انگلیسی |
| ۸    | زنان آلمانی به خواهران خود در بریتانیا | ۱۹۱۳ | انگلیسی |
| ۹    | وظیفه زنان کارگر در زمان جنگ           | ۱۹۱۴ | انگلیسی |
| ۱۰   | زنان آلمان به زنان بریتانیا            | ۱۹۱۵ | انگلیسی |
| ۱۱   | درود بر سومین انترناسیونال سوسیالیستی! | ۱۹۱۹ | انگلیسی |
| ۱۲   | در دفاع از روزا لوکزامبورگ             | ۱۹۱۹ | انگلیسی |
| ۱۳   | از طریق دیکتاتوری تا دموکراسی          | ۱۹۱۹ | انگلیسی |
| ۱۴   | وضعیت آلمان                            | ۱۹۲۰ | انگلیسی |
| ۱۵   | لنین در مورد پرسش زنان                 | ۱۹۲۰ | انگلیسی |
| ۱۶   | پیام روز اول ماه مه از آلمان           | ۱۹۲۰ | انگلیسی |
| ۱۷   | درود برادرانه از کلارا زتکین           | ۱۹۲۰ | انگلیسی |
| ۱۸   | مبارزه علیه جنگ‌های جدید امپریالیستی    | ۱۹۲۲ | انگلیسی |
| ۱۹   | انقلاب روسیه و کنگره چهارم کمینترن     | ۱۹۲۲ | انگلیسی |
| ۲۰   | فاشیسم                                 | ۱۹۲۳ | انگلیسی |
| ۲۱   | خاطرات لنین                            | ۱۹۲۴ | انگلیسی |
| ۲۲   | از بین‌الملل کلام تا بین‌المللی عمل      |      | انگلیسی |
| ۲۳   | زمینه فعالیت جهانی کمینترن             |      | انگلیسی |

## سخنرانی‌ها
| ردیف | سخن، گفتار                                            | سال  | رونوشت  |
| ---- | ----------------------------------------------------- | ---- | ------- |
| ۱    | فقط در پیوند با زن پرولتاریا سوسیالیسم پیروز خواهد شد | ۱۸۹۶ | انگلیسی |
| ۲    | کلارا زتکین در مسکو                                   | ۱۹۲۰ | انگلیسی |
| ۳    | سازماندهی زنان کارگر                                  | ۱۹۲۲ | انگلیسی |

## همچنین ببینید
- کتاب‌شناسی مارکسیستی